# نورمان بيتي

صورة للزوجين نورمان وڤي بيتي

نورمان بيتي (بالإنجليزية: Norman Petty)‏ (25 مايو 1927 - 15 أغسطس 1984) كان ملحن وكاتب أغاني ومنتج موسيقى أمريكي. ورائد إنتاج أغاني الجنوب الغربي ممن ساعد بتشكيل الموسيقى الشعبية الحديثة بما فيها البوب والروك.
ولد نورمان بمدينة صغيرة تسمى كلوفيس في نيو مكسيكو بالقرب من حدود ولاية تكساس، وبدأ اللعب بالبيانو بسن صغيرة. وبالثانوية كان يستمع بانتظام لبرنامج مدته 15 دقيقة على الإذاعة المحلية.
أسس بيتي مع زوجته وعازف الجيتار جاك فوغن الثلاثي نورمان بيتي. ثم وقعوا عقد تسجيل مع (ABC-Paramount Records) وقد كانوا من أكثر الفرق الواعدة حسب تصويت لمجلة Cashbox عام 1954. عام 1956 تم بيع نصف مليون نسخة من أغنية Mood Indigo, مما مكن لنورمان من توسيع الإستوديو الخاص به بشكل كبير. وفي عام 1957 اوصلته اغنيته Almost Paradise إلى جائزة BMI لكتاب الأغاني.
بالرغم من النجاح الذي حققه بتسجيلاته، إلا ان شهرته اتت باستوديو التسجيلات الخاص به في كلوفيس. حيث عمل من خلال الإستوديو الشعبي التابع له 75 تسجيل لفرقته و45 أغنية لمطربين من تكساس وبودي هولي الذي كان من المقربين له.
بيتي كان بمثابة مهندس الصوت لهولي وكان أول مدير منتج له حتى عام 1958. حيث تفرقا بسبب الاختلاف في طلبات بيتي حيث يريد الضمان بالمشاركة في كتابة اغاني هولي بمقابل المجهودات الاضافية لتسجيل اغاني هولي. حيث الكثير من أفضل أغاني هولي وذات الجهود الكبيرة لتحسينها قد تم إنتاجها باستوديو كلوفيس. وبالنهاية تعب هولي من إدارة بيتي واحس بأنه يستغله. حيث كان بيتي يضع اسمه على اغاني هولي بصفته ملحن مشارك، مما يخول له ببعض الحقوق المادية وقد كانت شائعة بين المنتجين بذاك الوقت. وانتقل إلى نيويورك حيث كان هناك دعاوي قضائية بينهما وقد قادت هولي لجولة حفلات رقص الشتوية المشئومة التي قضت عليه حيث كان بأمس الحاجة للمال بعد أن استنفد كل مالديه لبيتي. والغريب انه بعد موت هولي اضاف بيتي بالشكوى التسجيلات التي لم تنتهِ والعروض التجريبية التي عملها بالإستوديو.
مات نورمان بيتي في لوبوك تكساس عام 1984 بمرض اللوكيميا وتبعته زوجته عام 1992. ولايزال الإستوديو قائما للزوار ولكن بالمواعيد فقط، وهناك احتفال سنوي يقام في سبتمبر وهو مهرجان كلوفيس الموسيقي، ويضم العديد من الفنانون الذين قد عملوا اغانيهم باستوديو نورمان بيتي.

## وصلات خارجية
- نورمان بيتي على موقع IMDb (الإنجليزية)
- نورمان بيتي على موقع الموسوعة البريطانية (الإنجليزية)
- نورمان بيتي على موقع ميوزك برينز (الإنجليزية)
- نورمان بيتي على موقع أول ميوزيك (الإنجليزية)
- نورمان بيتي على موقع ديسكوغز (الإنجليزية)
- الموقع الرسمي لاستديو نورمان پيتي
- معزوفته الشهيرة العجلات (Wheels) من موقع يوتيوب على يوتيوب